# Granges-le-Bourg
Granges-le-Bourg è un comune francese di 366 abitanti situato nel dipartimento dell'Alta Saona nella regione della Borgogna-Franca Contea.

## Società

### Evoluzione demografica
Abitanti censiti